# ミロメニル駅
ミロメニル駅（ミロメニルえき、Miromesnil）は、フランス・パリ8区にあるパリメトロの駅。駅名は南北に走るミロメニル通りからとられている。

## 利用可能な鉄道路線
- パリメトロ
  - 9号線
  - 13号線

## 駅周辺
- 内務省
- エリゼ宮殿（大統領官邸）
- ジャックマール＝アンドレ美術館

## 歴史
- 1923年5月27日、9号線トロカデロ駅 - サントーギュスタン駅間延伸に伴い、開業。
- 1973年6月27日、13号線サン＝ラザール駅 - ミロメニル駅間延伸に伴い、13号線の乗り入れ開始。

## 隣の駅
パリメトロ
■9号線
サン＝フィリップ＝デュ＝ルール駅（Saint-Philippe-du-Roule） - ミロメニル駅 - サントーギュスタン駅（Saint-Augustin）
■13号線
サン＝ラザール駅（Saint-Lazare） - ミロメニル駅 - シャンゼリゼ＝クレマンソー駅（Champs-Élysées - Clemenceau）